# Pasithea
Pasithea, Pasitea (gr. Πασιθέα Pasithéa, Πασιθέη Pasithéē, łac. Pasithea, Pasithee) – w mitologii greckiej jedna z Charyt, bogini halucynacji.
Pasithea według jednych źródeł była córką Zeusa, według innych dzieckiem Hery i Dionizosa, i małżonką Hypnosa, boga snu. Jej imię wspomina Homer w Iliadzie.
Jej imieniem został nazwany jeden z księżyców Jowisza – Pasithee.